# 世界牛奶日

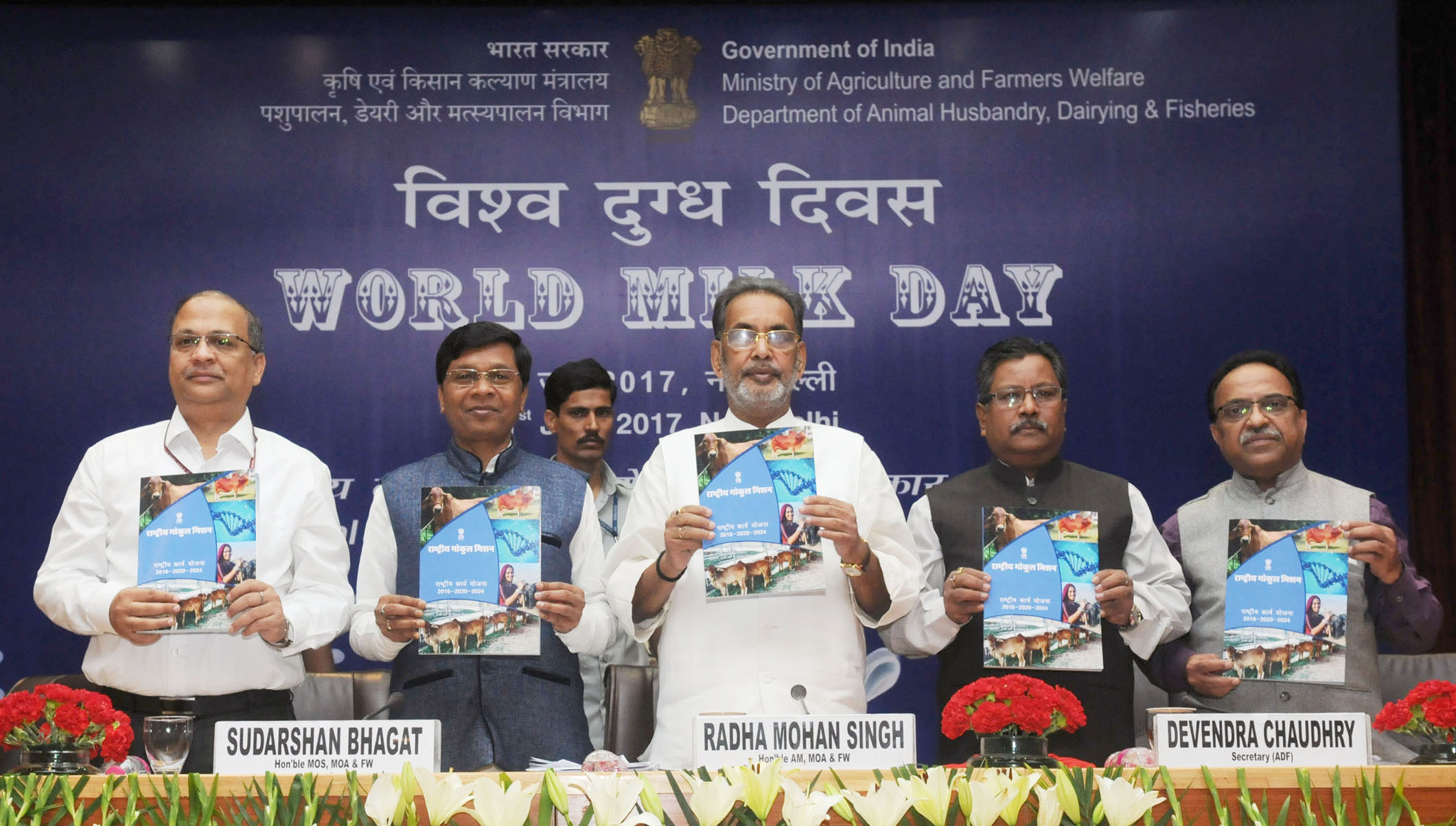
2017年6月1日在印度举办的世界牛奶日

世界牛奶日（英語：World Milk Day）是联合国粮食及农业组织设立的节日，目的是让人们认识到牛奶作为全球性食品的重要性。自2001年以来，每年的6月1日都会有相关活动开展。该节日旨在提供一个机会，使人们注意与乳制品行业有关的活动。

## 历史
该节日最初由起源于20世纪50年代法国促进牛奶消费协会提出的“牛奶日”的设想，并在1961年由国际牛奶联合会采纳（当时为每年5月第三周的周二）。1998年，经中国乳制品工业协会提议，原国家轻工业局批准，每年6月5日－10日被定为“全国乳品营养周”。2000年，中国乳制品工业协会向联合国粮农组织提出设立“世界牛奶日”的建议。次年，联合国粮农组织首次确定了世界牛奶日。在此之前，其他一些国家已经确定了与牛奶相关的节日，兼顾到这一点后，联合国粮农组织征得了世界700多位乳业界人士的意见，确定每年的6月1日为世界牛奶日。
这一节日使人们关注牛奶，提高人们对牛奶在健康饮食、负责任的食品生产、支撑生计和社会等方面发挥的作用的认识。粮农组织的数据支持了这一观点，数据显示，乳制品行业支撑了全球10亿多人的生计，全球有60多亿人消费乳制品。

## 庆祝活动

### 2016年
2016年，40多个国家庆祝了世界牛奶日。活动包括马拉松和家庭跑（family run）、挤奶示范和参观农场、校本活动、音乐会、召开会议和研讨会，以及一系列以宣传牛奶的价值、说明乳制品工业在国民经济中发挥的作用为重点的活动。

### 2017年
2017年，世界牛奶日在80个国家举行了588场活动。社交媒体上的#WorldMilkDay标签，其印象（impression）达到4.02亿次。活动包括奶牛场开放日、学校的牛奶捐赠、食品银行捐赠、摄影比赛、体育比赛、交易会、舞蹈表演、派对、营养会议、品尝会、展览、食品手推车和牛奶吧（milk bar）等。

### 2018年
2018年，世界牛奶日在72个国家举行了586场活动。农民、员工、家庭、政治家、厨师、营养学家、医生、学者和运动员举起他们的杯子，分享在他们生活中牛奶和乳制品的益处。5月1日至6月2日，#WorldMilkDay标签共获得8.68亿次印象，并收到超过8万条帖文。加上#RaiseAGlass和19个经翻译后的本地化标签，世界牛奶日在社交媒体上共获得了超过11亿的印象和2.91亿的点击量。

## 争议
一个名为“世界植物奶日”（World Plant Milk Day）于2017年设立，每年的8月22日为“世界植物奶日”。这一活动反对世界牛奶日，反对的原因及其活动的围绕，主要包括对环境的影响和对乳品行业的动物虐待。这一节日通过#WorldPlantMilkDay标签推广。